# Kallaxön
Kallaxön is een Zweeds eiland in de Botnische Golf. Het eiland vormt door zijn ligging de Kallaxfjärden, die tussen het eiland en het vasteland ligt. Het eiland is relatief groot ten opzichte van de naburige eilanden in deze scherenkust. Het eiland heeft geen oeververbinding en steekt zo’n 20 meter boven de zeespiegel uit. Het heeft enige bebouwing.